# 東京電機大学短期大学
東京電機大学短期大学（とうきょうでんきだいがくたんきだいがく、英語: Tokyo Denki University Junior College）は、東京都千代田区神田錦町2-2に本部を置いていた日本の私立大学である。1950年に設置され、2005年に廃止された。

## 概要

### 大学全体
- 東京都千代田区に所在した日本の私立短期大学で、設置主体は学校法人東京電機大学[注 1]
- 国内で最初に認可された短期大学149校[注 2]の1校として、1950年に1学科体制で開学した[3]。それ以来、学科の増設なし。
- 2000年度の入学生を最後に[注釈 2]、短期大学としての使命を終える[注釈 3]。

### 建学の精神（校訓・理念・学是）
- 東京電機大学を参照。

### 教育および研究
- 電気に関する専門教育が行われ、「電気工学」と「電子・情報工学」の各コースがあり、2年次より両者から選択することになっていた。科目は全て自由選択で、17:10始業で20:40終業となっており、土曜日にも開講されていた。なお、2年次の土曜日は15：45始業で19：00終業となっていた。

### 学風および特色
- 東京電機大学短期大学は、勤労の傍らで学業を志す人々のために大学教育を開放することのねらいから夜間部のみを置いていた。
- 入学試験は、当初は3科目[6]、私大バブルの頃は数学が課されていたが[7]、募集末期においては入学試験を課さず書類選考のみに変更されていた[注 3]。

## 沿革
- 1949年
  - 10月 文部省[注釈 4]に短期大学[注 4]の設置認可に関する申請を行う[注 5]。なお、学科・専攻は以下の通りとなっている[注 6]。
    - 電気工学科 入学定員100名
- 1950年
  - 3月14日 左記を以て短期大学の設置が文部省[注釈 4]より認可される[注 7]。
  - 4月1日 左記を以て東京電機大学短期大学部が以下の学科体制にて開学[注 8]。
    - 電気工学科→電気科第二部 入学定員100名
- 1954年
  - 5月1日 学生数[22]/定員
    - 電気科第二部 278[注釈 5]/200
- 1956年
  - 2月1日 東京電機大学短期大学と改称[23]。
- 1958年
  - 5月1日 学生数[24]/定員
    - 電気科第二部 283[注 9]/200
- 1985年
  - 5月1日 学生数[25]/定員
    - 電気科第二部 360[注 10]/200
- 1986年
  - 5月1日 学生数[26]/定員
    - 電気科第二部 357[注 11]/200
- 1987年
  - 5月1日 学生数[27]/定員
    - 電気科第二部 343[注 12]/200
- 1992年
  - 5月1日 学生数[注 13]/定員
    - 電気科第二部 343[注 14]/200
- 1999年
  - 5月1日 学生数[29]/定員
    - 電気科第二部 223[注 15]/200
- 2000年
  - 4月1日 この年度で短期大学としての学生募集を最終とする[注釈 2]。
- 2005年
  - 7月29日 左記をもって正式に廃止となる[注釈 3]

## 基礎データ

### 所在地
- 東京都千代田区神田錦町2-2[注釈 1]

### 象徴
- 東京電機大学短期大学のカレッジマークは右記資料を参照[注 16]。

## 教育および研究

### 組織

#### 学科
- 電気科第二部 入学定員100名[注 17]

#### 専攻科
- なし

#### 別科
- なし

#### 取得資格について
受験資格
- 電気主任技術者の基礎資格を得るためのカリキュラムが組まれていた。
- 第二種電気工事士資格の筆記試験が免除されるカリキュラムが組まれていた。

## 学生生活

### 部活動・クラブ活動・サークル活動
- 東京電機大学短期大学で活動していたクラブ活動：軽スポーツ・写真・アマチュア無線・軽音楽などがあった[7]。

### 学園祭
- 東京電機大学短期大学の学園祭は学部生と[誰?]合同で行っていた。

## 大学関係者と組織

### 大学関係者一覧
歴代学長
- 佐々木哲夫

#### 出身者
- 飯島勲 - 元内閣総理大臣秘書官

## 施設

### キャンパス
- 東京神田キャンパス内に短大が設置されていた。ただし、大学と共同使用。

## 対外関係

### 系列校
- 東京電機大学
- 東京電機大学電機学校
- 東京電機大学中学・高等学校

## 卒業後の進路について

### 就職について
- 卒業生の大半は、編入学希望者や既勤労者だったので就職希望者はやや少なめだったが、製造業・建設業・情報関連の職に就く人が2割程度いた。

### 編入学・進学実績
- 廃止される直前の卒業生の半数近くは、大学への編入者であった。1980年当時は東京電機大学への編入学については電気3科に各科5人を限度に編入学を許可するという厳しい条件があった。その後編入条件が緩くなったものと思われる。|  | この記事には独自研究が含まれているおそれがあります。 問題箇所を検証し出典を追加して、記事の改善にご協力ください。議論はノートを参照してください。（2018年11月） |

## 関連サイト
- 東京電機大学-学園案内